# Guillem I de Cardona
Guillem de Cardona (1156 - 12 de juliol de 1225) fou vescomte de Cardona (1177-1225).

## Biografia
Guillem I regí el vescomtat a la mort del seu germà Berenguer I de Cardona, només uns mesos després de la mort del seu pare Ramon Folc III de Cardona. Lluità a la batalla de Muret (1213) contra els croats de Simó IV de Montfort i el 1214 formava part de la comissió de magnats aragonesos i catalans que anaren a Narbona per recollir l'infant Jaume després que el Papa Innocenci III n'ordenés l'alliberament a Simó de Montfort. El 1216 fou uns dels 7 consellers del Consell de la Procuradoria que assessorava la regència del comte Sanç d'Aragó durant la minoria d'edat de l'infant Jaume. Més tard esdevingué conseller del ja rei Jaume I d'Aragó i intervingué molt activament en les lluites del comtat d'Urgell. Va ser molt alabat pel trobador Ramon Vidal de Besalú i fou conegut en la seva època per En Guillem lo ric.
Es casà amb Gueraua de Jorba-Alcarràs, possiblement la germana de Guillem de Claramunt, en 1175. Tingueren set fills: Elisenda de Cardona, Sibil·la de Cardona (casada amb Guillem II d'Anglesola, baró de Bellpuig), Geralda de Cardona, Ramon Folc IV de Cardona, successor al títol, Guillem d'Alcarràs (??-1270), Caterina de Cardona, i Berenguera de Cardona, (c. 1187- c. 1211).
Guillem I de Cardona va estar casat posteriorment amb Agnès d'Oló i, al llarg de la seva vida, va tenir fills bords amb dues amants més.